# Marmarique
Marmarique (em armênio: Մարմարիկ; romaniz.: Marmarik)[a] é uma aldeia do município de Salcazor, da província de Cotaique, na Armênia. De acordo com o censo de 2011, havia 720 habitantes.

## Geografia
Marmarique está localizada a cerca de 12 quilômetros a nordeste da cidade de Razdã, na margem direita do rio Marmarique, numa planície. É cercada por florestas em seu lado norte e há água em abundância. Suas casas são construídas de pedra, com telhados de palha. Sua população subsiste da pecuária e agricultura (cultivo de cereais, batata, repolho e tabaco). Conta com uma escola primária, um clube, um biblioteca e um cinema.

## História
Originalmente, a aldeia era conhecida como Paxaquende. Foi renomeada como Marmarique pelo Supremo Soviete da República Socialista Soviética da Armênia em 3 de janeiro de 1935. Em 1831, 1897, 1927, 1939, 1959, 1970 e 1979, respectivamente, tinha 76, 490, 639, 405, 396, 591 e 508 habitantes. Está preservada em seu interior a Igreja de São João (Surb Hovhannes), dos séculos IX-X.